# Livingstone Bramble
Livingstone Bramble (San Cristóbal y Nieves, 3 de septiembre de 1960-22 de marzo de 2025) fue un boxeador profesional sancristobaleño de las divisiones de peso ligero y peso superligero que se convirtió en el primer campeón mundial de su país.

## Carrera
La primera pelea como profesional de Bramble fue el 16 de octubre de 1980 donde venció por nocaut en el primer asalto a Jesus Serrano. En su cuarta pelea venció a Jorge Nina por descalificación en el segundo asalto.
El 4 de junio de 1981, Bramble venció a Ken Bogner por nocaut en el séptimo asalto, pero el 31 de agosto de ese año perdió su primera pelea, por decisión ante Anthony Fletcher en ocho asaltos. Después de la derrota tuvo una racha de 20 victorias seguidas, incluyendo victorias ante los ex-campeones mundiales James Busceme y Gaetan Hart, además de primeros clasificados como Jerome Artis y Rafael Williams.
Bramble tuvo su primera oportunidad titular por el campeonato de la WBA ante Ray «Boom Boom» Mancini en la división de peso ligero el 1 de junio de 1984. Bramble entró al ring en ese momento con un récord de 20 victorias y una derrota, con 13 knockouts, pero iba en desventaja ante Mancini, que venía de defender su título ante Alexis Argüello en una pelea de 14 asaltos y una victoria por nocaut ante el dos veces campeón Bobby Chacon. Previo a la pelea se habló de una posible súper pelea ente Mancini y el campeón júnior de peso wélter de la IBF Aaron Pryor. Bramble le provocó un corte a Mancini en el primer asalto y se convirtió en campeón peso ligero de la WBA por nocaut en el 14° asalto en Buffalo, New York. 
Luego de defensas titulares ante Edwin Curet por decisión en 10 asaltos, Bramble enfrentó a Mancini en una revancha el 16 de febrero de 1985. Esa fue la primera pelea donde se utilizó el sistema Compubox para el conteo de puntos, Bramble terminó venciendo a Mancini por decisión unánime en 15 asaltos para retener el título en Reno, Nevada.
Luego de que Héctor Camacho venciera a José Luis Ramírez por el título de la WBC el 10 de agosto de 1985 se comenzó a hablar de una serie de peleas que incluían a Bramble, Camacho y al entonces campeón de peso ligero de la IBF Jimmy Paul para tener un campeón unificado.
Un año después de vencer a Mancini por segunda vez, Bramble venció al número 1 de la clasificación de la WBA Tyrone Crawley por nocaut en el 13° asalto. La siguiente defensa titular de Bramble supuestamente iba a ser ante Camacho en una pelea de unificación el 26 de septiembre en la llamada The Preamble to Bramble, pero Bramble perdió su título ante el ex-campeón de peso ligero de la WBC Edwin Rosario por nocaut en el segundo asalto en Miami.
Luego de la derrota, Bramble no volvió a estar entre los mejores de la división de peso ligero. Pasó a tener peleas contra eventuales campeones mundiales como Freddie Pendleton, Charles Murray, James "Buddy" McGirt, Roger Mayweather, Rafael Ruelas y Kostya Tszyu, además de retadores al título como Wilfredo Rivera, Oba Carr y Darryl Tyson donde perdió la mayoría de esas peleas.
En la década de 1990 Bramble cambió de nombre en varias ocasiones, pasando a llamarse como Ras-I-Bramble y Abuja Bramble.

## Resultados
| N.º | Resultado | Récord  | Rival                 | Tipo | Asalto, Tiempo | Fecha      | Sede                                                       | Notas                                              |
| --- | --------- | ------- | --------------------- | ---- | -------------- | ---------- | ---------------------------------------------------------- | -------------------------------------------------- |
| 69  | Derrota   | 40–26–3 | Armando Robles        | DU   | 6 (6)          | 2003-06-27 | Centro Civico Mexicano, Salt Lake City, Utah, U.S.         |                                                    |
| 68  | Derrota   | 40–25–3 | Dumont Welliver       | DU   | 6 (6)          | 2003-02-27 | Coeur d'Alene Casino, Worley, Idaho, U.S.                  |                                                    |
| 67  | Derrota   | 40–24–3 | Jeffrey Resto         | RTD  | 3 (8)          | 2002-07-26 | Mountaineer Casino, Chester, West Virginia, U.S.           |                                                    |
| 66  | Derrota   | 40–23–3 | Wayne Martell         | DU   | 10 (10)        | 2002-06-16 | Treasure Island Resort & Casino, Red Wing, Minnesota, U.S. |                                                    |
| 65  | Derrota   | 40–22–3 | Juan Carlos Rodríguez | DU   | 10 (10)        | 2002-03-29 | The Orleans, Paradise, Nevada, U.S.                        |                                                    |
| 64  | Derrota   | 40–21–3 | Frank Houghtaling     | DD   | 8 (8)          | 1999-11-19 | Turning Stone Resort Casino, Verona, New York, U.S.        |                                                    |
| 63  | Victoria  | 40–20–3 | Benji Singleton       | PTS  | 8 (8)          | 1999-10-02 | Civic Center, Albany, Georgia, U.S.                        |                                                    |
| 62  | Victoria  | 39–20–3 | Paul Nave             | TKO  | 2 (10)         | 1999-05-21 | Marin County Civic Center, San Rafael, California, U.S.    |                                                    |
| 61  | Derrota   | 38–20–3 | Wilfredo Rivera       | KO   | 3 (10)         | 1997-03-22 | Condado, Puerto Rico                                       |                                                    |
| 60  | Derrota   | 38–19–3 | Charles Murray        | DU   | 10 (10)        | 1997-03-01 | Convention Center, Atlantic City, New Jersey, U.S.         |                                                    |
| 59  | Derrota   | 38–18–3 | Rafael Ruelas         | DU   | 10 (10)        | 1996-08-23 | Bally's Park Place, Atlantic City, New Jersey, U.S.        |                                                    |
| 58  | Victoria  | 38–17–3 | Tony Bennett          | KO   | 1 (10)         | 1996-05-04 | Bristol Sports Arena, Bristol, Tennessee, U.S.             |                                                    |
| 57  | Derrota   | 37–17–3 | Shannan Taylor        | KO   | 1 (10)         | 1995-11-27 | Showgrounds, Toowoomba, Australia                          |                                                    |
| 56  | Derrota   | 37–16–3 | Søren Søndergaard     | UD   | 10 (10)        | 1995-06-09 | Forum Kolding, Kolding, Denmark                            |                                                    |
| 55  | Derrota   | 37–15–3 | Francisco Cuesta      | DU   | 12 (12)        | 1995-04-30 | Rio Casino, Paradise, Nevada, U.S.                         | Por el título de peso ligero de la WBC Continental |
| 54  | Derrota   | 37–14–3 | Louis Veader          | DU   | 10 (10)        | 1994-10-26 | Convention Center, Providence, Rhode Island, U.S.          |                                                    |
| 53  | Victoria  | 37–13–3 | Bernard Matthews      | DU   | 10 (10)        | 1994-09-23 | Hawthorne Race Course, Cicero, Illinois, U.S.              |                                                    |
| 52  | Derrota   | 36–13–3 | Buddy McGirt          | UD   | 12 (12)        | 1994-04-09 | Scope Arena, Norfolk, Virginia, U.S.                       |                                                    |
| 51  | Victoria  | 36–12–3 | Mike Johnson          | DU   | 10 (10)        | 1994-01-16 | Fernwood Resort, Bushkill, Pensilvania, U.S.               |                                                    |
| 50  | Victoria  | 35–12–3 | Allen Osborne         | TKO  | 5 (10)         | 1993-10-08 | Days Inn, Allentown, Pensilvania, U.S.                     |                                                    |
| 49  | Derrota   | 34–12–3 | Kostya Tszyu          | UD   | 10 (10)        | 1993-08-23 | Newcastle, Australia                                       |                                                    |
| 48  | Derrota   | 34–11–3 | Darryl Tyson          | DD   | 10 (10)        | 1993-07-02 | Convention Center, Washington D. C., U.S.                  |                                                    |
| 47  | Derrota   | 34–11–2 | Roger Mayweather      | DQ   | 5 (10)         | 1993-03-14 | Aladdin Hotel & Casino, Paradise, Nevada, U.S.             |                                                    |
| 46  | Derrota   | 34–10–2 | Rodney Moore          | DU   | 10 (10)        | 1993-01-26 | The Blue Horizon, Filadelfia, Pensilvania, U.S.            |                                                    |
| 45  | Derrota   | 34–9–2  | Ricky Meyers          | UD   | 10 (10)        | 1992-10-21 | Trump Taj Mahal, Atlantic City, New Jersey, U.S.           |                                                    |
| 44  | Victoria  | 34–8–2  | Juan Lebron           | TKO  | 3 (?)          | 1992-08-22 | Saint Thomas, U.S. Virgin Islands                          |                                                    |
| 43  | Victoria  | 33–8–2  | Anthony Stephens      | DD   | 10 (10)        | 1992-05-15 | Trump Taj Mahal, Atlantic City, New Jersey, U.S.           |                                                    |
| 42  | Victoria  | 32–8–2  | Derrick McGuire       | TKO  | 5 (10)         | 1992-03-21 | Cleveland State Convocation Center, Cleveland, Ohio, U.S.  |                                                    |
| 41  | Derrota   | 31–8–2  | Charles Murray        | UD   | 10 (10)        | 1991-12-13 | Convention Center, Atlantic City, New Jersey, U.S.         |                                                    |
| 40  | Derrota   | 31–7–2  | Oba Carr              | DD   | 10 (10)        | 1991-10-08 | The Palace, Auburn Hills, Míchigan, U.S.                   |                                                    |
| 39  | Derrota   | 31–6–2  | Carl Griffith         | SD   | 10 (10)        | 1991-08-30 | Marriott World Center, Orlando, Florida, U.S.              |                                                    |
| 38  | Victoria  | 31–5–2  | Roger Brown           | KO   | 7 (10)         | 1991-06-14 | Hyatt Regency, Tampa, Florida, U.S.                        |                                                    |
| 37  | Derrota   | 30–5–2  | Tony Martin           | DU   | 10 (10)        | 1990-12-13 | Penta Hotel, New York City, New York, U.S.                 |                                                    |
| 36  | Derrota   | 30–4–2  | Santos Cardona        | DM   | 12 (12)        | 1990-02-18 | Resorts Casino Hotel, Atlantic City, New Jersey, U.S.      | Perdió el título peso ligero de la NABF            |
| 35  | Victoria  | 30–3–2  | Kenny Vice            | DQ   | 6 (12)         | 1989-11-28 | Alumni Arena, Buffalo, New York, U.S.                      | Retivo el título de peso ligero de la NABF         |
| 34  | Victoria  | 29–3–2  | Harold Brazier        | TKO  | 2 (12)         | 1989-08-08 | Bally's Park Place, Atlantic City, New Jersey, U.S.        | Ganó el título de peso ligero de la NABF           |
| 33  | Victoria  | 28–3–2  | Juan Minaya           | TKO  | 2 (?)          | 1989-03-25 | Saint Thomas, U.S. Virgin Islands                          |                                                    |
| 32  | Victoria  | 27–3–2  | Bryant Paden          | DU   | 10 (10)        | 1989-02-21 | Resorts Casino Hotel, Atlantic City, New Jersey, U.S.      |                                                    |
| 31  | Derrota   | 26–3–2  | Freddie Pendleton     | TKO  | 10 (12)        | 1988-07-10 | Sands Casino Hotel, Atlantic City, New Jersey, U.S.        | Por los títulos de peso ligero de la USBA          |
| 30  | Victoria  | 26–2–2  | Edwin Curet           | TKO  | 8 (10)         | 1988-03-30 | Resorts Casino Hotel, Atlantic City, New Jersey, U.S.      |                                                    |
| 29  | Victoria  | 25–2–2  | John Kalbhenn         | TKO  | 5 (10)         | 1987-06-15 | Convention Center, Atlantic City, New Jersey, U.S.         |                                                    |
| 28  | Empate    | 24–2–2  | Freddie Pendleton     | DD   | 10 (10)        | 1987-04-03 | Sands Casino Hotel, Atlantic City, New Jersey, U.S.        |                                                    |
| 27  | Derrota   | 24–2–1  | Edwin Rosario         | KO   | 2 (15)         | 1986-09-26 | Abel Holtz Stadium, Miami Beach, Florida, U.S.             | Perdió el título de peso ligero de la WBA          |
| 26  | Victoria  | 24–1–1  | Tyrone Crawley        | TKO  | 13 (15)        | 1986-02-16 | MGM Grand Goldwyn Ballroom, Reno, Nevada, U.S.             | Retuvo el título de peso ligero de la WBA          |
| 25  | Victoria  | 23–1–1  | Ray Mancini           | DU   | 15 (15)        | 1985-02-16 | Lawlor Events Center, Reno, Nevada, U.S.                   | Retuvo el título de peso ligero de la WBA          |
| 24  | Victoria  | 22–1–1  | Edwin Curet           | DU   | 10 (10)        | 1984-10-24 | Harrah's, Atlantic City, New Jersey, U.S.                  |                                                    |
| 23  | Victoria  | 21–1–1  | Ray Mancini           | TKO  | 14 (15)        | 1984-06-01 | Memorial Auditorium, Buffalo, New York, U.S.               | Ganó el título de peso ligero de la WBA            |
| 22  | Victoria  | 20–1–1  | Rafael Williams       | DU   | 12 (12)        | 1984-01-22 | Sands Casino Hotel, Atlantic City, New Jersey, U.S.        |                                                    |
| 21  | Victoria  | 19–1–1  | Lorenzo Guzmán        | KO   | 2 (10)         | 1983-12-14 | Ice World, Totowa, New Jersey, U.S.                        |                                                    |
| 20  | Victoria  | 18–1–1  | Tom Crowley           | TKO  | 5 (10)         | 1983-11-23 | Sands Casino Hotel, Atlantic City, New Jersey, U.S.        |                                                    |
| 19  | Victoria  | 17–1–1  | Juan Hernandez        | TKO  | 5 (10)         | 1983-09-13 | Playboy Hotel & Casino, Atlantic City, New Jersey, U.S.    |                                                    |
| 18  | Victoria  | 16–1–1  | Gaétan Hart           | DU   | 10 (10)        | 1983-04-26 | Tropicana Hotel & Casino, Atlantic City, New Jersey, U.S.  |                                                    |
| 17  | Victoria  | 15–1–1  | Teddy Hatfield        | TKO  | 7 (10)         | 1983-02-23 | Ice World, Totowa, New Jersey, U.S.                        |                                                    |
| 16  | Victoria  | 14–1–1  | Romero Sandoval       | TKO  | 9 (10)         | 1983-01-22 | Sands Casino Hotel, Atlantic City, New Jersey, U.S.        |                                                    |
| 15  | Victoria  | 13–1–1  | James Busceme         | DM   | 10 (10)        | 1982-10-17 | Sands Casino Hotel, Atlantic City, New Jersey, U.S.        |                                                    |
| 14  | Victoria  | 12–1–1  | Miguel Meza           | TKO  | 4 (10)         | 1982-08-22 | Great Gorge Resort, McAfee, New Jersey, U.S.               |                                                    |
| 13  | Victoria  | 11–1–1  | Manuel Madera         | TKO  | 4 (8)          | 1982-07-03 | Ice World, Totowa, New Jersey, U.S.                        |                                                    |
| 12  | Victoria  | 10–1–1  | Emilio Diaz           | TKO  | 1 (10)         | 1982-04-19 | Resorts Casino Hotel, Atlantic City, New Jersey, U.S.      |                                                    |
| 11  | Victoria  | 9–1–1   | Jerome Artis          | DU   | 10 (10)        | 1982-01-17 | Tropicana Hotel & Casino, Atlantic City, New Jersey, U.S.  |                                                    |
| 10  | Victoria  | 8–1–1   | Alejandro Arias       | DU   | 8 (8)          | 1981-10-08 | Ice World, Totowa, New Jersey, U.S.                        |                                                    |
| 9   | Derrota   | 7–1–1   | Anthony Fletcher      | DM   | 8 (8)          | 1981-08-31 | Sands Casino Hotel, Atlantic City, New Jersey, U.S.        |                                                    |
| 8   | Victoria  | 7–0–1   | Quadil Hart           | TKO  | 1 (4)          | 1981-08-20 | Ice World, Totowa, New Jersey, U.S.                        |                                                    |
| 7   | Victoria  | 6–0–1   | Kenny Bogner          | TKO  | 7 (8)          | 1981-06-04 | Playboy Hotel & Casino, Atlantic City, New Jersey, U.S.    |                                                    |
| 6   | Victoria  | 5–0–1   | Johnny Bird           | TKO  | 4 (4)          | 1981-05-21 | Ice World, Totowa, New Jersey, U.S.                        |                                                    |
| 5   | Victoria  | 4–0–1   | Andre Cain            | TKO  | 2 (6)          | 1981-04-16 | Ice World, Totowa, New Jersey, U.S.                        |                                                    |
| 4   | Victoria  | 3–0–1   | Jorge Nina            | DQ   | 2 (6)          | 1981-03-18 | Ice World, Totowa, New Jersey, U.S.                        |                                                    |
| 3   | Victoria  | 2–0–1   | Jesus Serrano         | DU   | 6 (6)          | 1981-01-09 | Caesars Hotel & Casino, Atlantic City, New Jersey, U.S.    |                                                    |
| 2   | Empate    | 1–0–1   | Bruce Williams        | PTS  | 4 (4)          | 1980-12-04 | Resorts Casino Hotel, Atlantic City, New Jersey, U.S.      |                                                    |
| 1   | Victoria  | 1–0     | Jesus Serrano         | TKO  | 1 (4)          | 1980-10-16 | Ice World, Totowa, New Jersey, U.S.                        |                                                    |

## Vida personal
Cuando Bramble se convirtió en campeón mundial su padre envió un brujo desde las islas Virginia, el doctor Doo, para embrujar a su contrincante. Tenía una boa constrictor como mascota, con la que caminaba alrededor del ring y con la que fue portada de la revista Ring Magazine, y no desalentaba los rumores sobre sus prácticas de brujería. En 1985 Bramble declaró que odiaba las gallinas y las ahorcaba. También se publicó que Bramble había trasquilado a un gato muerto y que lo había colgado en la pared de la sala de la casa. Tenía un perro llamado Snakey un hurón al que llamaba Spider. Se describía a sí mismo como "el único boxeador rasta que existe".
Bramble practicaba el pescetarianismo y su dieta estaba compuesta principalmente de pescado, espagueti, hongos, calabazas y nueces.
También fue maratonista, ya que Bramble participaba en la maratón de celebridades del International Boxing Hall of Fame y en cada año firmaba su autobiografía. Bramble vivía en Las Vegas. Él tuvo su biografía escrita por el periodista de boxeo Brian D'Ambrosio titulada Rasta in the Ring: The Life of Rastafarian Boxer Livingstone Bramble publicada en 2016. El libro explicaba su vida como boxeador Rastafari.